# متأهل… بچه‌دار
متأهل... بچه‌دار (انگلیسی: Married... with Children) مجموعه کمدی بود که در بین سالهای ۱۹۸۷ تا ۱۹۹۷ از شبکه فاکس پخش می‌شد.

## داستان
آل باندی فروشنده کفشهای زنانه‌ای است که زندگی مصیبت باری دارد. او از کار خود متنفر است. همسر او زنی تنبل و پسرش بسیار بی عرضه است (مخصوصاً در ارتباط برقرار کردن با دختران) و همچنین دختری با عقاید تیره و تار دارد. محوریت سریال بر روی این خانواده و ماجراهای جالب و خنده داری است که برایشان اتفاق می‌افتد.